# Toxonagria
Toxonagria (лат.) — род серых мясных мух из подсемейства Paramacronychiinae (Sarcophagidae).

## Описание
Первый членик жгутика усика (флагелломер 1) оранжевый или коричневатый с оранжевым основанием; пальпус оранжевый; ариста коротко опушена, самые длинные волоски не менее 0,53 наибольшего аристального диаметра; ряды лобных волосков резко расходятся вперед; бедро самца изогнутое и утолщённое; церкус самца прямой (или кончик загнут назад); фаллос с акрофаллусом чрезвычайно увеличен и простирается от дугообразного кончика фаллической трубки. Западная Неарктика: Канада и США.
- T. arnaudi Pape, 1992[4]
- T. montanensis (Parker, 1919)
  - =Sarcofahrtia femoralis  Reinhard, 1937
  - =Sarcofahrtia madisoni  Parker, 1919
  - =Sarcofahrtia montanensis  Parker, 1919